# 2013년 1월 파키스탄 폭탄 테러
2013년 1월 파키스탄 폭탄 테러는 2013년 1월 10일에 파키스탄에서 일어난 테러이다. 이 테러로 최소한 130명이 숨지고 270여 명이 다쳤다고 현지 경찰이 밝혔다.